# União das Freguesias de Milhazes, Vilar de Figos e Faria
União das Freguesias de Milhazes, Vilar de Figos e Faria, kurz Milhazes, Vilar de Figos e Faria, ist eine Gemeinde (Freguesia) im Kreis Barcelos im Norden Portugals.
In der Gemeinde leben 2.066 Einwohner auf einer Fläche von 12,14 km² (Stand nach Zahlen von 2011).
Die Gemeinde entstand im Zuge der Gebietsreform in Portugal am 29. September 2013 durch Zusammenlegung der beiden bisherigen Gemeinden Milhazes, Faria (Barcelos) und Vilar de Figos. Milhazes wurde Sitz der Gemeinde.